# Liste de chutes d'eau de France
Cette liste recense certaines chutes d’eau de France, classées par régions et départements.

## Classement par régions et départements
Dans ce classement, le nom du cours d'eau (ou le nom de la commune si le cours d'eau donne son nom à la chute) est indiqué entre parenthèses.

### Auvergne-Rhône-Alpes

#### Ain

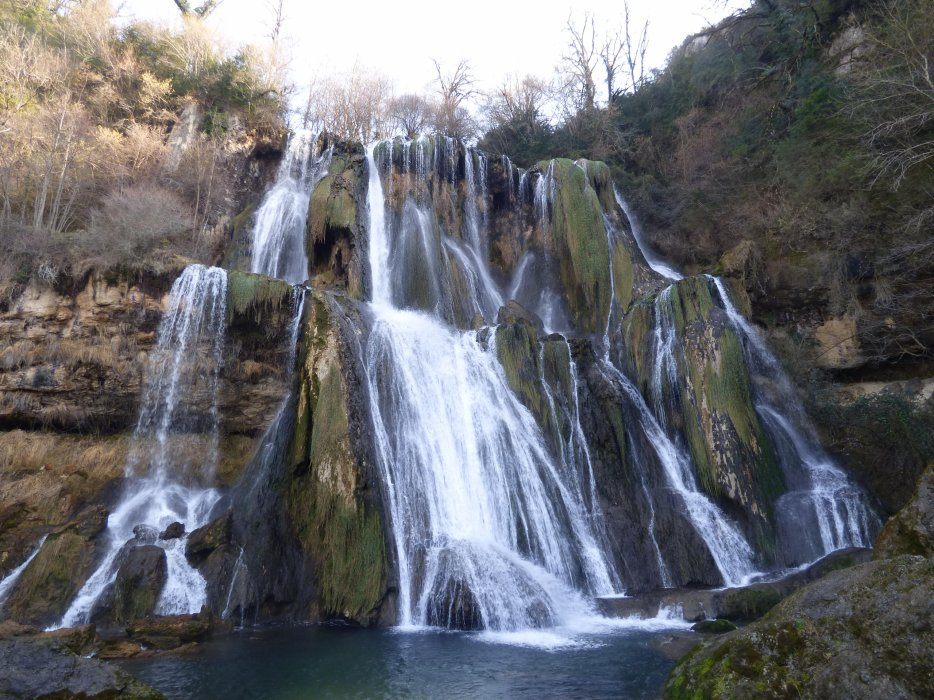
Cascade de Glandieu, Ain.

- Cascade de Glandieu, Ain.Cascade de Glandieu (Gland)
- Cascade de Charabotte, Ain, Hauteville Lompnes.Cascade de la Charabotte (Albarine)

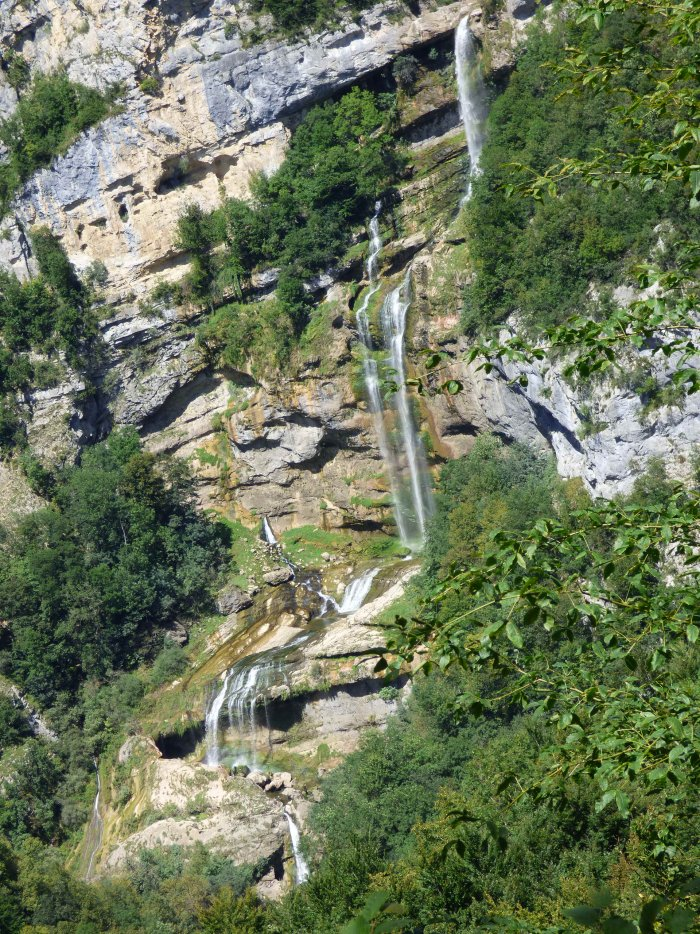
Cascade de Charabotte, Ain, Hauteville Lompnes.

- Cascade de la Fouge (Commune de Cerdon)
- Cascade de la Culaz (Commune de Cerdon)
- Cascade du Pain de sucre (Vézeronce)
- Cascade Clairefontaine (commune de Virieu-le-Grand)
- Cascade de la Vallière (commune de Ceyzériat)
- Cascade de Cerveyrieu (commune de Cerveyrieu)
- Cascade du Ruisseau de Pointay (commune de Rossillon)
- Cascade du Palin (commune de Nantua)
- Cascade de la Brive (commune de Chosas)
- Cascade du Landeyrnon (aussi appelée  voile du Landeyrnon) située à Montréal la Cluse
- Pertes de la Valserine (Bellegarde sur Valserine) : plusieurs chutes d'eau le long de la balade

#### Allier

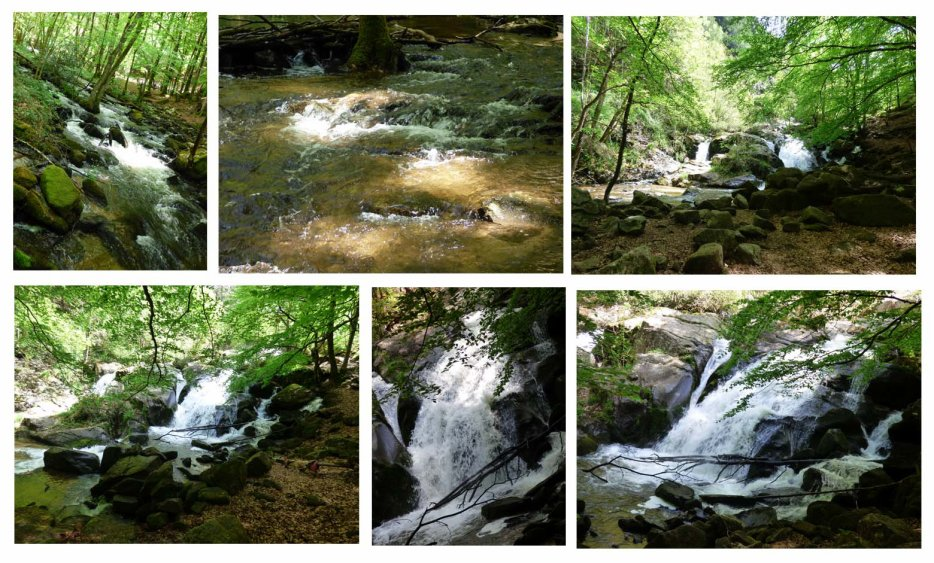
Cascade de la Pisserotte à Arfeuilles

- Cascade de la Pisserotte à ArfeuillesCascade de la Pisserote (commune d'Arfeuilles)

#### Ardèche
- Cascade du Ray-Pic (Bourges)

#### Cantal
- Cascade de Faillitoux (commune de Thiézac)
- Cascade de Salins
- Cascade du Saut de la Truite
- Cascade du Sailhant (Baborie ou Babory)

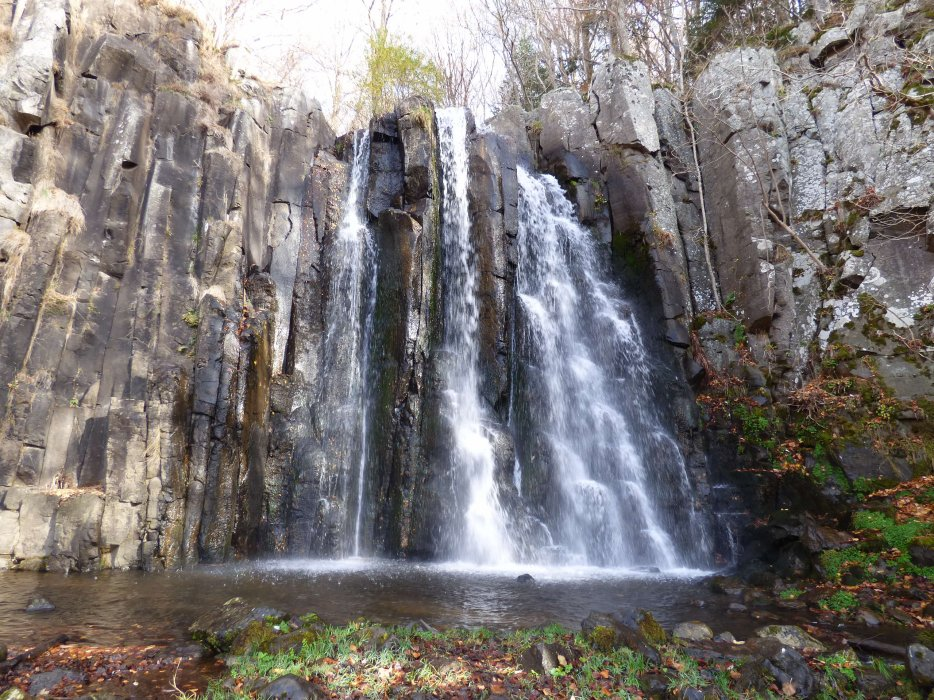
Cascade de la Terrisse, Cantal

- Cascade de Liadouze (rivière Jordanne)
- Cascade du Trou de la Conche (rivière Cère)
- Cascade de la Terrisse (commune de Vèze, D209)
- Cascade des Veyrines (sortie de la Commune d'Allanche)
- Cascade d'Apcher (commune d'Anzat-le-Luguet)
- Cascade du Sartre (commune de Cheylade)
- Cascade du Pont de la Roche (commune de Cheylade, à quelques centaines de mètres de celle du Sartre)
- Cascade du Pont d'Aptier (D63 reliant Apchon à Collandres)
- Cascades de Cornillou (D679 entre Condat et Coindre, au lieu-dit Cournillou)
- Cascades de Courbière (Pradiers, à 6 km d'Allanche)

#### Puy-de-Dôme
- La Grande cascade du Mont-Dore (commune du Mont-Dore)
- La cascade du Queureuil (commune du Mont-Dore)
- La cascade du Rossignolet et le Saut du Loup (commune du Mont-Dore)
- Cascade de la Barthe (commune de Picherande)

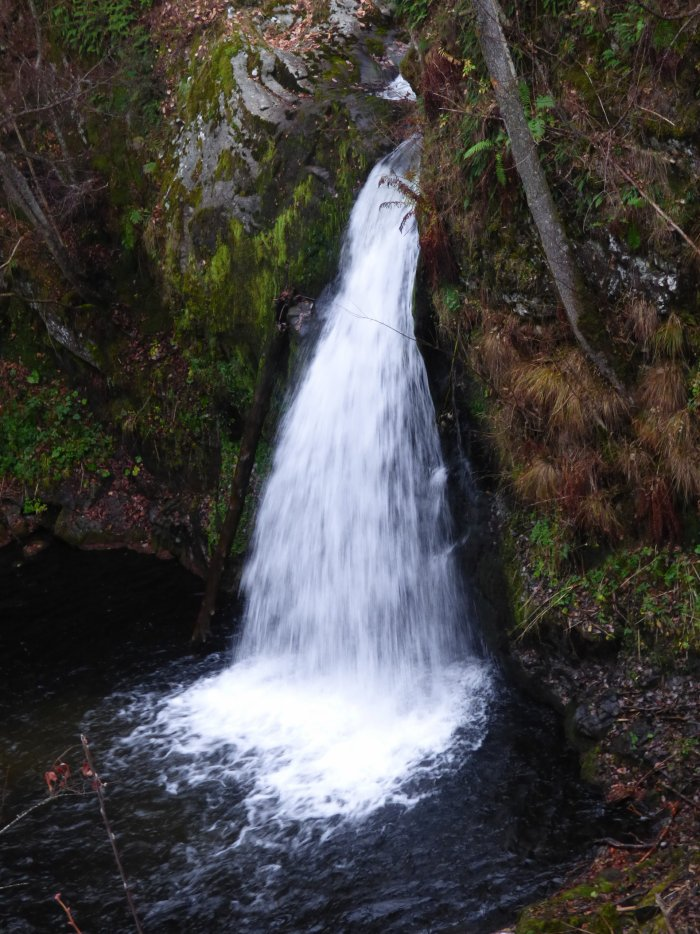
Cascade Sainte-Élisabeth, Puy-de-Dôme

- Cascade Sainte-Élisabeth, Puy-de-DômeCascade Sainte-Élisabeth (commune de La Tour-d'Auvergne)
- Cascade du Gour des chevaux (commune de La Tour-d'Auvergne)
- La cascade de Vaucoux (commune de Besse-et-Saint-Anastaise)
- La cascade du Creux de l'enfer (commune de Thiers)

#### Drôme
- Chute de la Druise (Gervanne)
- Cascade de la pissoire.

##### Loire
- Saut du Gier (La Valla-en-Gier)

#### Haute-Loire
- Cascade de la Beaume (Beaume)

#### Isère
- Cascade de Crolles
- Cascade du Moulin-Marquis (Bourne)
- Cascade de la Pisserotte (ruisseau du Grand Moulin)
- Cascade du Pissou (Bréda)

#### Haute-Savoie
- Cascade du Rouget (Giffre)
- Cascade de la Diomaz (Brevon)
- Cascade de la Pleureuse
- cascade d’arpenaz

#### Savoie
- Cascade de la Doria

### Bourgogne-Franche-Comté

#### Doubs
- Le saut du Doubs.Saut du Doubs (Doubs)

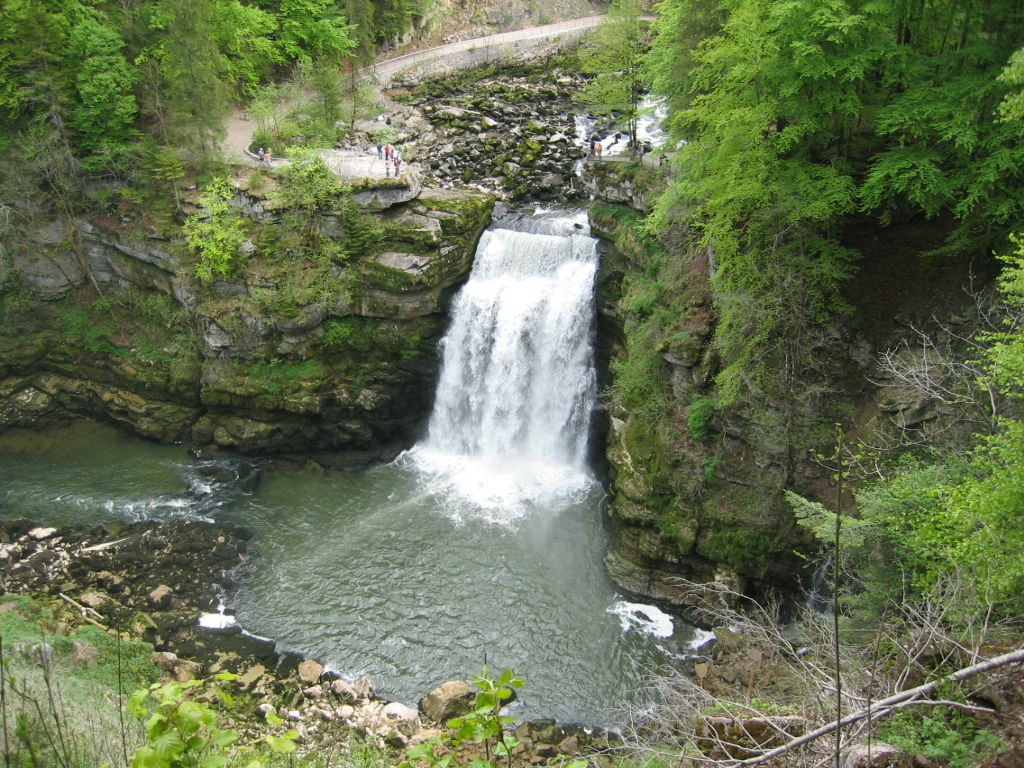
Le saut du Doubs.

- Cascade de Raffenot (affluent de la Loue)
- Cascade de Syratu (affluent de la Loue)
- Cascade du Lançot (affluent du Dessoubre)
- Cascade du moulin de Vermondans (affluent de la Reverotte)
- Cascade de l'Audeux
- Cascade du Défois (affluent de la Brême)
- Cascade d'Éternoz (affluent du Lison)
- Cascade du Bout du Monde (ruisseau des Mercureaux, affluent du Doubs, à Beure)

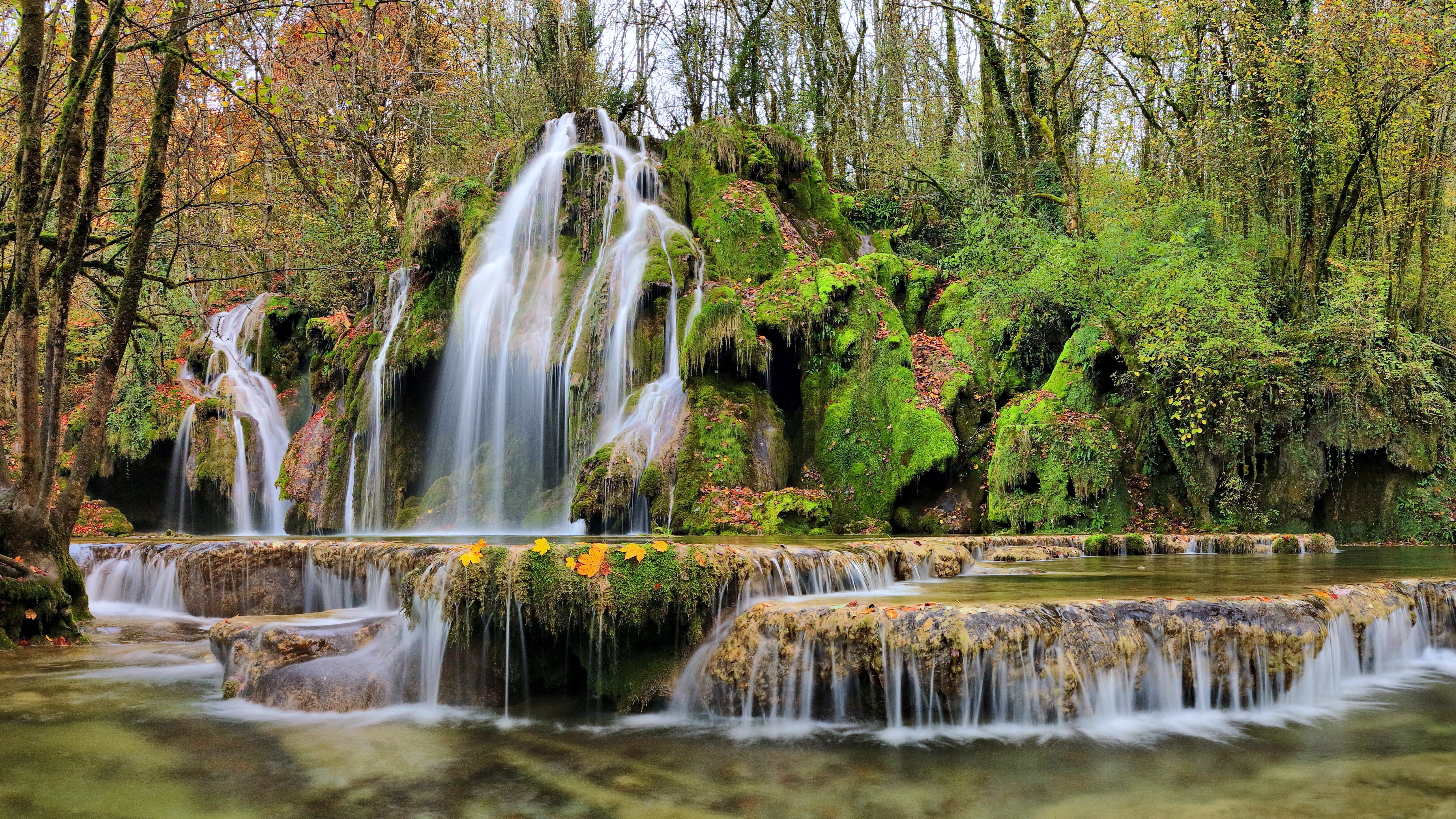
Cascade des Tufs.

#### Jura
- Cascade de La Billaude (Lemme)
- Cascade des Tufs (Cuisance)
- Cascade de Baume-les-Messieurs (Dard)
- Cascade de la Frasnée
- Cascade de la queue de cheval (rivière Tacon)

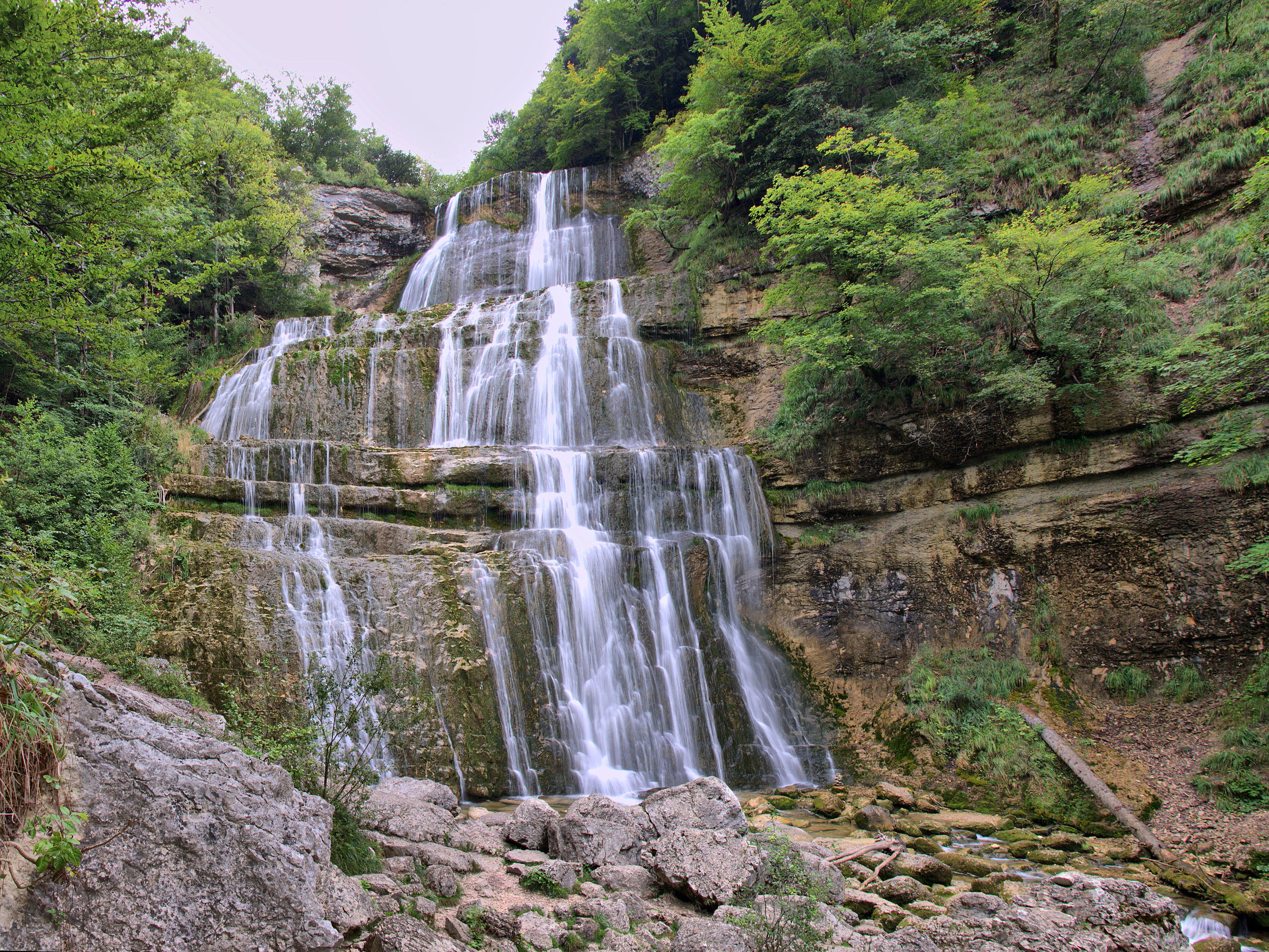
La cascade de l'Éventail.

- La cascade de l'Éventail.Cascades du Hérisson (affluent de l'Ain), il y a 7 cascades sur un sentier de 7 km
- Cascade du Bief de la Ruine (affluent de la Saine)
- Cascade de la Saisse (rivière Ain)
- Cascade des Combes (rivière Bienne)

#### Haute-Saône
- Saut de l'Ognon (commune de Servance-Miellin)

#### Nièvre
- Saut de Gouloux (rivière Caillot)

#### Territoire de Belfort
- Cascade du Rummel (rivière Savoureuse)
- Saut de la Truite (rivière Savoureuse)

### Corse
- Haute-Corse
  - Cascade de l’Ucelluline (Riviere de Bucatoggio) à Santa-Maria-Poggio
  - Cascade de Buja à San-Gavino-di-Fiumorbo
  - Spicia di L'Onda (ruisseau de l'Onda) à Venaco

- Corse-du-Sud
  - Cascades de Polischellu (Polischellu) près de Bavella
  - Cascade de Piscia di Gallo (Piscia di Ghjaddu ou Piscia di Ghjaddicu en langue corse) (fleuve de l'Osu, lac de l'Ospédale)
  - Cascade du "Voile de la Mariée" à Bocognano (ruisseau de Trotto, affluent de la rivière Gravona et du fleuve Prunelli)
  - Cascade de la Valla Scarpa (Forêt Domaniale d’Aïtone)
  - Cascade de Piscia Di L'onda à Mona-Croce
  - Cascade d'Aziana (fleuve Prunelli)

### Grand Est
- Bas-Rhin

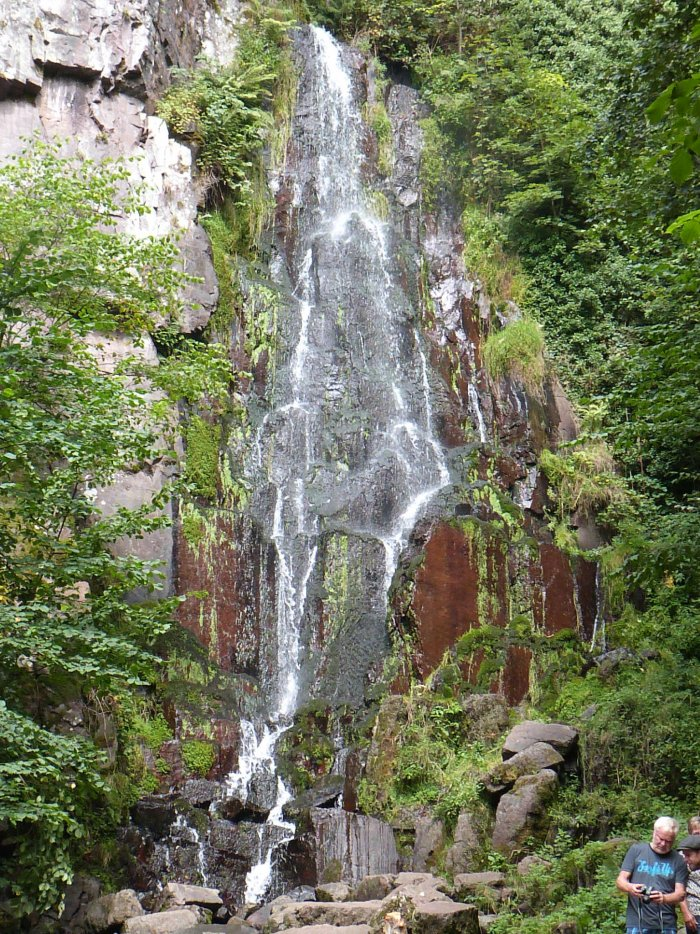
Cascade du Nideck, Alsace

  - Cascade du Hohwald (commune du Hohwald), aussi  appelée cascade de l'Andlau ou du Kreuzweg
  - Cascade du Nideck (commune de Oberhaslach)
  - Cascade de la Serva (commune de Neuviller la Roche)
- Haut-Rhin
  - Cascade Saint Nicolas (rivière Thur)

- Vosges
  - Cascade de la Pissoire (ruisseau de la Pissoire)
  - Cascade de Faymont (rivière Combeauté)
  - Cascade du Géhard (rivière Combeauté)
  - Petite Cascade de Tendon (affluent de la Vologne)
  - Grande Cascade de Tendon (affluent de la Vologne)

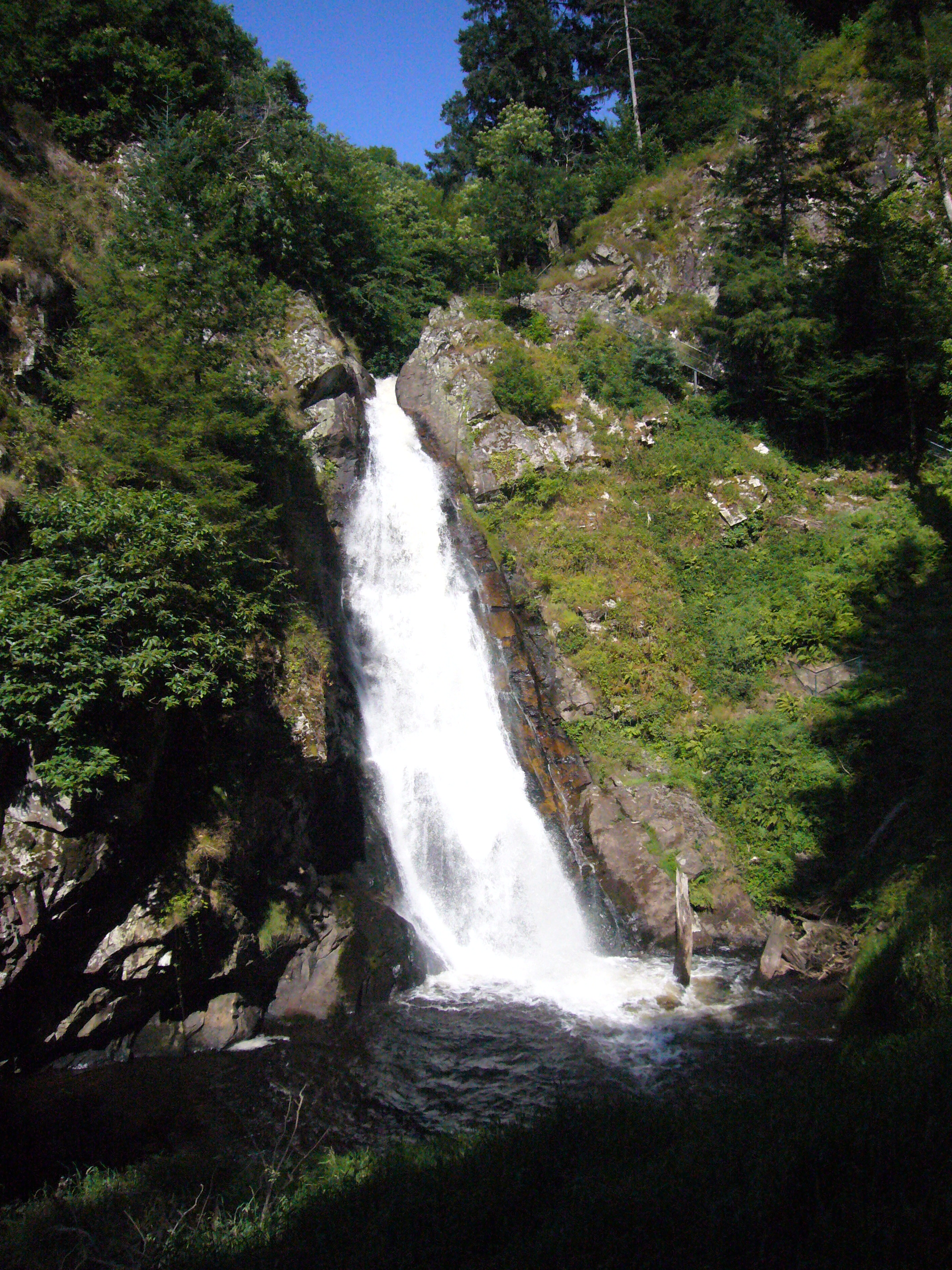
La grande cascade de Gimel.

  - Saut des Cuves (Vologne)

### Nouvelle-Aquitaine
- Corrèze
  - Cascades de Gimel (Montane)
  - Cascades de Murel (Franche Valeine)
- Creuse
  - Cascades et champs de pierres d’Augerolles
  - Cascade des Jarrauds (Maulde)
- Deux-Sèvres
  - Cascade de Pommiers (vallée du Pressoir)

### Occitanie
- Ariège
  - Cascade d'Alzen  (commune d'Alzen) La cascade d'Alzen, en Ariège.Cascade d'Arcouzan, vallée d'Estours, Ariège

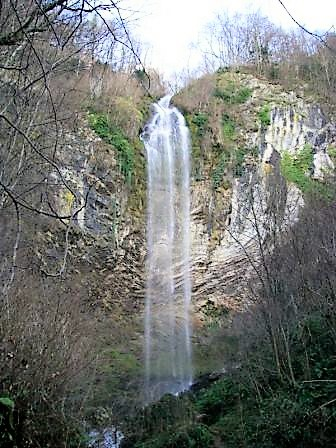
La cascade d'Alzen, en Ariège.

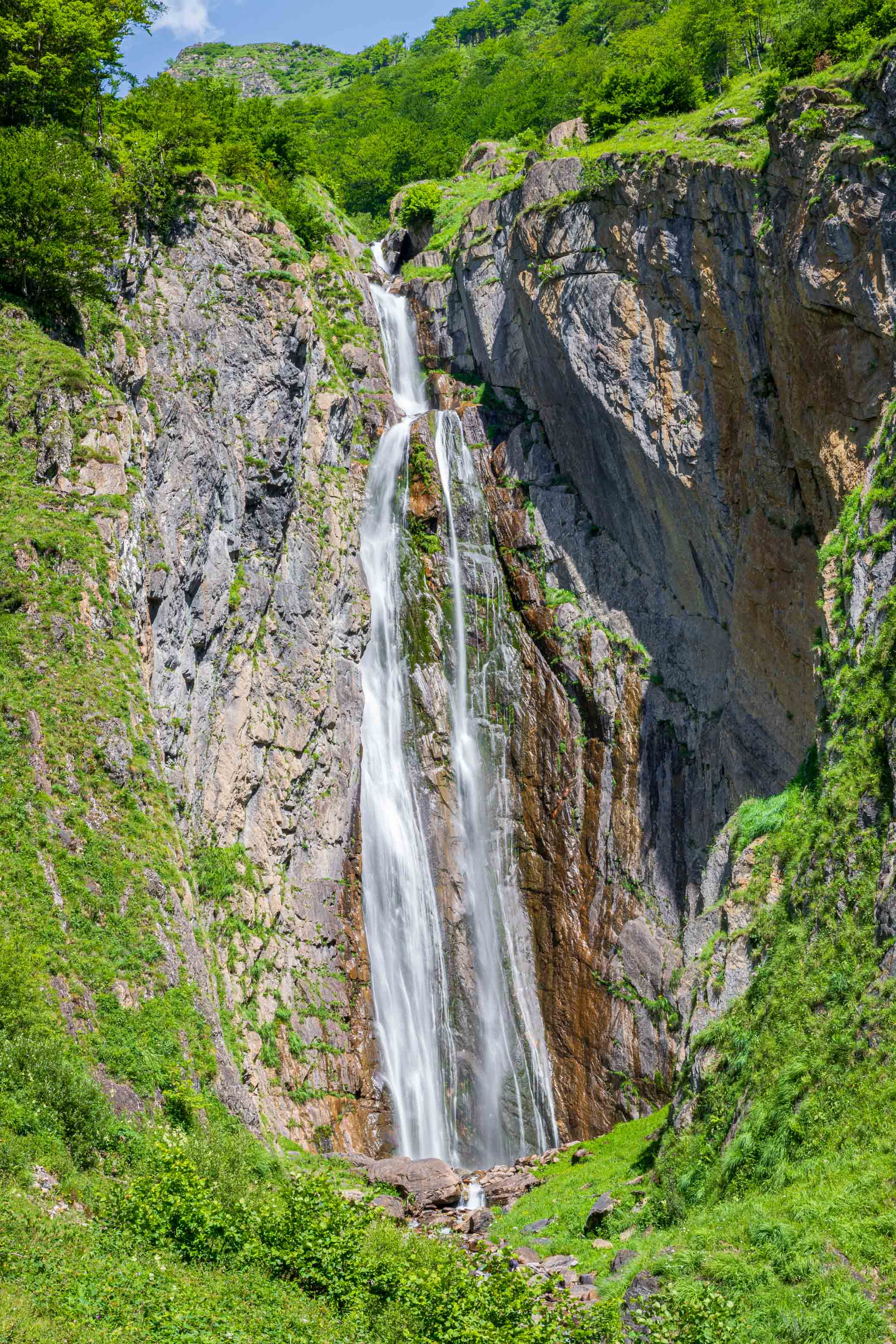
Cascade d'Arcouzan, vallée d'Estours, Ariège

  - Cascade d'Arcouzan (vallée d'Estours, commune de Seix)
  - Cascade d'Ars (Arse ou Ars) (commune d'Aulus-les-Bains)
  - Cascade d'Aubert (commune de Moulis)
  - Cascades de Caraoucou (commune de Val-de-Sos)
  - Cascade du Fouillet (commune d'Aulus-les-Bains)
  - Cascade du Léziou (commune de Couflens)
  - Cascades de la Turasse (commune de Roquefort-les-Cascades)

- Aude
  - Cascade de Cubserviès (commune de Roquefère)
  - Gorges et cascade du Verdouble (commune de Cucugnan)
  - Cascade de la Mardouneille (Caunettes-en-Val)[1]
- Haute-Garonne
  - Cascade du Fouillet, Couseran, AriègeCascade d'Enfer
  - Cascade de Juzet-de-Luchon
  - Cascade de Planque
  - Chutes du lac d'Oô
- Hautes-Pyrénées

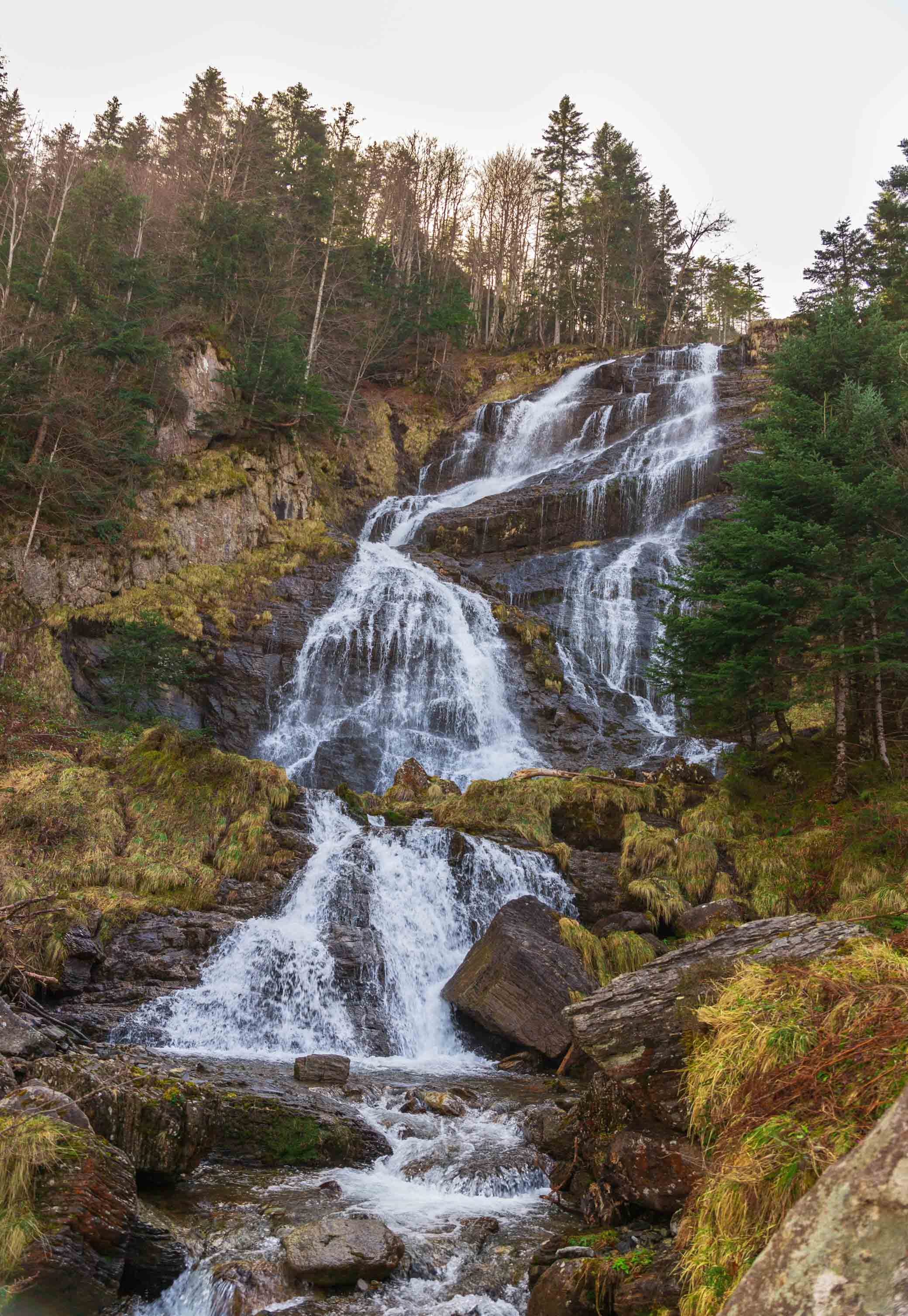
Cascade du Fouillet, Couseran, Ariège

  - Cascade de Gavarnie (gave de Pau), la plus haute de France métropolitaine (422 m)
- Gard
  - Cascades du Sautadet (Cèze)
- Lozère
  - Cascade du Déroc (ruisseau des Salhiens)
  - Cascade du Régourdel
  - La cascade de Rûnes.Cascade de Rûnes (Rûnes)
- Pyrénées-Orientales
  - Salt de Maria Valenta
- Tarn
  - Saut du Sabo (Tarn)
  - Saut de la Truite (le Fraysse)

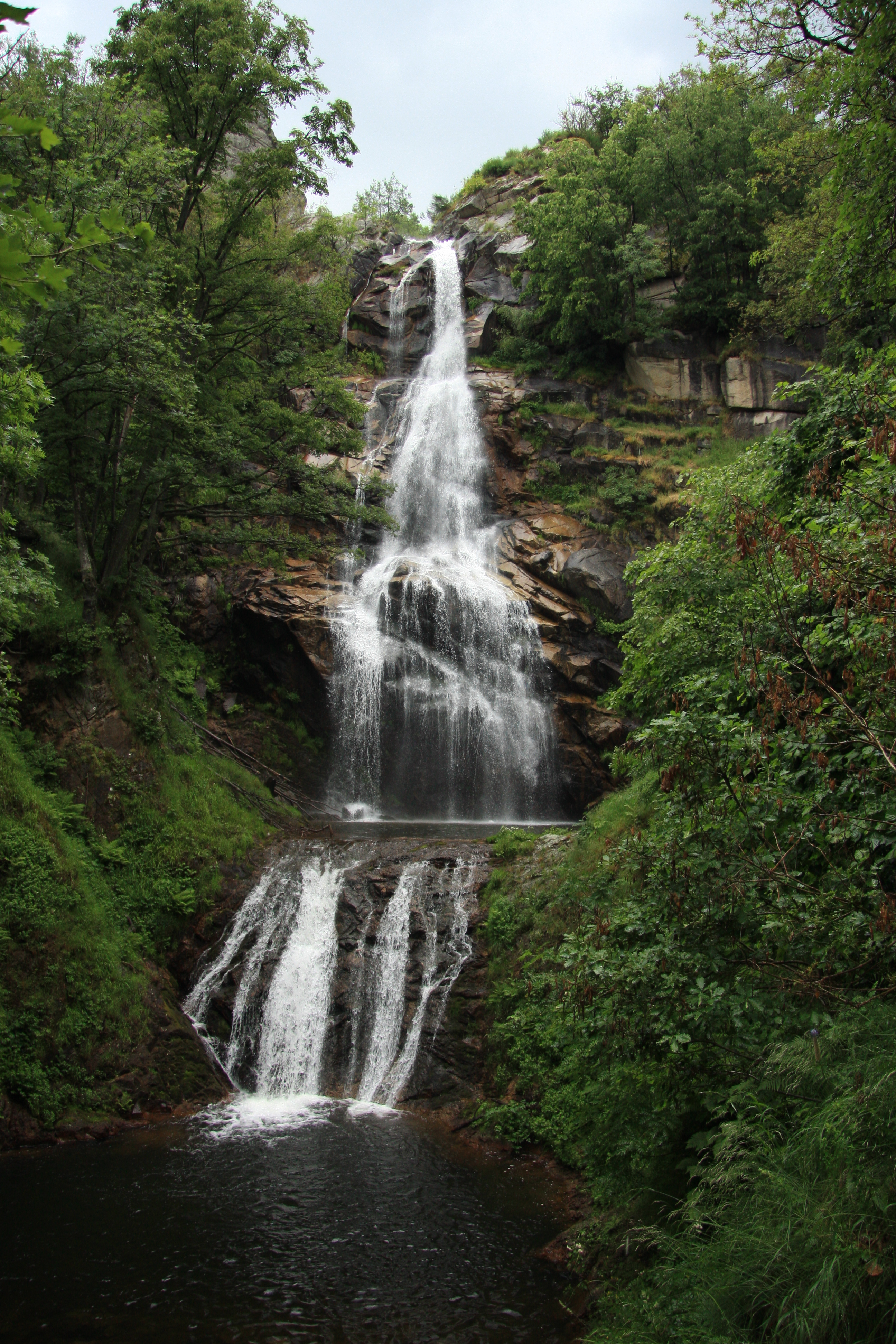
La cascade de Rûnes.

  - Cascade d'Arifat (Ruisseau des Bardes)
  - Gouffre de Malamort (le Sor)

### Provence-Alpes-Côtes-d’Azur
- Alpes-Maritimes
  - Cascade de Gairaut (Nice)
  - Cascade de Louch (Tinée)
  - Cascade de Gialorgue (Tinée)
  - Cacasde du Boréon (Vésubie)
  - Cascade du Ray (Vésubie)
  - Cascade de l'Estrech (Vésubie)
  - Cascade de Vens (Tinée)

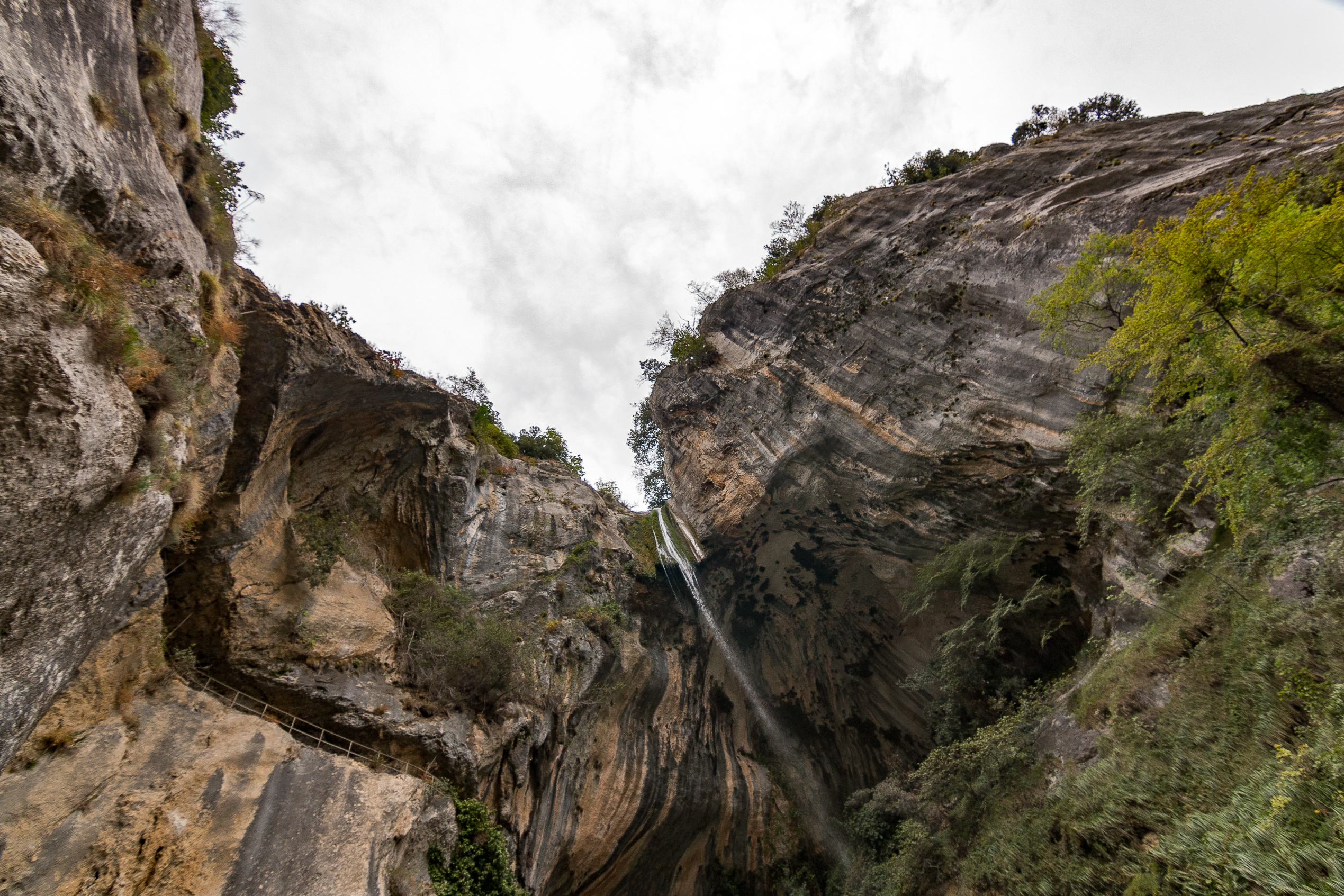
Cascade de Courmes.

  - Cascade du Végay (vallon de Végay, Estéron)
  - Saut du Loup (gorges du Loup)
  - Cascade de Courmes (gorges du Loup)
  - Cascade d'Amen (gorges de Daluis)
- Hautes-Alpes
  - Cascade d'Amblard (vallée de Champoléon)
  - Cascade du Casset (Valgaudemar)
  - Voile de la mariée (Valgaudemar)
- Var
  - Cascade de Sillans (Bresque)

### Outre-Mer

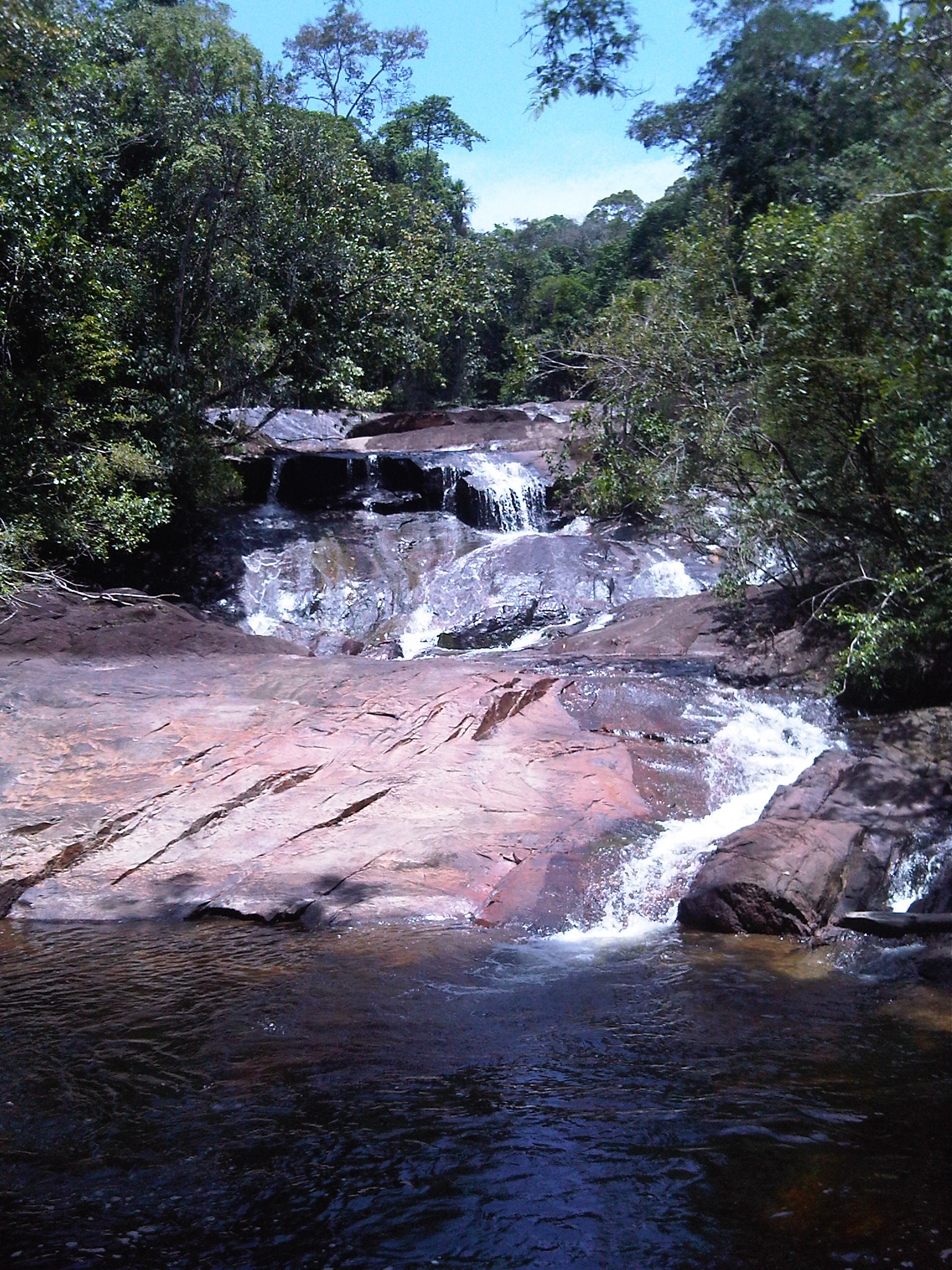
Chutes Voltaire en Guyane.

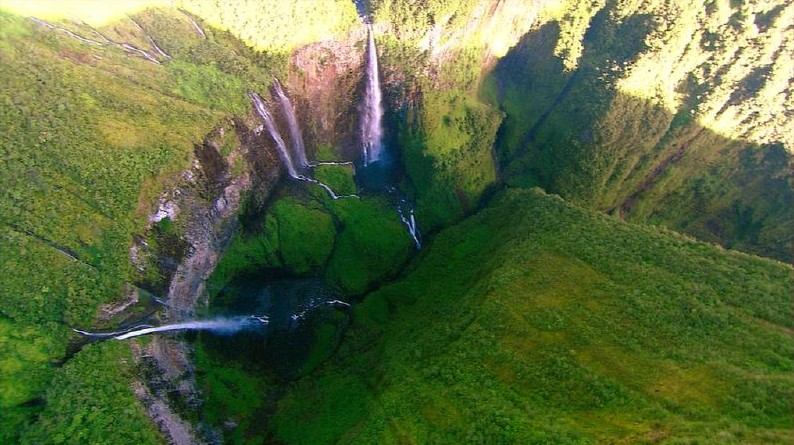
Le Trou de Fer à La Réunion.

- Guyane
  - Chutes Voltaire
  - Chute Pas Trop Tôt
  - Chutes de Fourgassier
  - Chutes Patawa
  - Saut Niagara
  - Chute Portal
  - Cascade Grillon
  - Chute Saut
  - Chutes Angèle
  - Chute Tibourou
- Guadeloupe
  - Chutes du Carbet (Carbet)
  - Saut de la Lézarde (Lézarde)

- La Réunion
  - Cascade Blanche (Ravine Blanche)
  - Cascade Biberon.Cascade Biberon

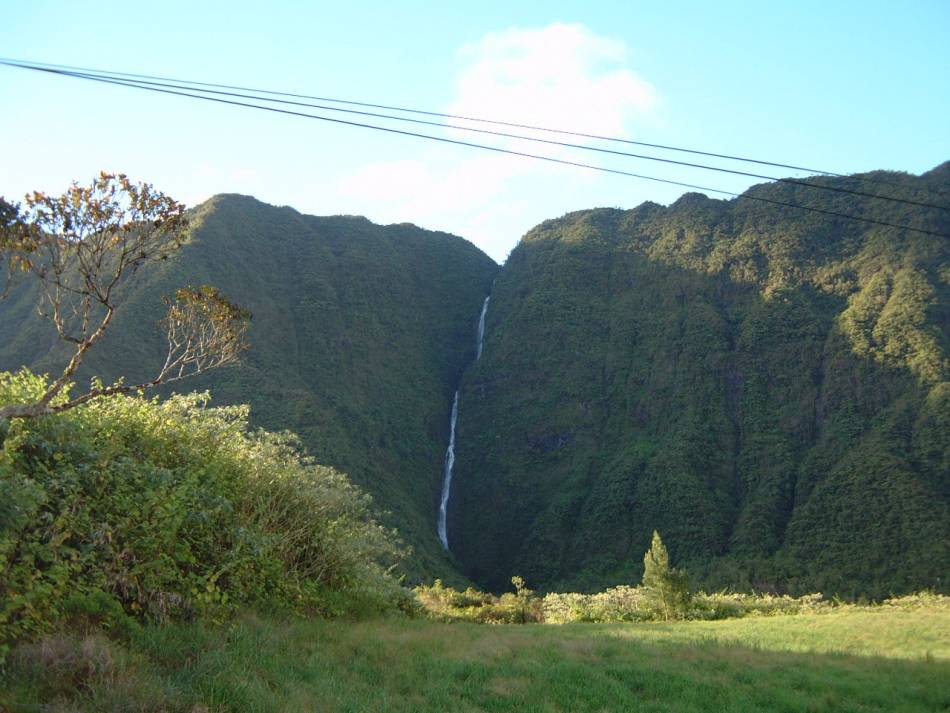
Cascade Biberon.

  - Cascade Niagara (rivière Sainte-Suzanne)
  - Cascade de Grand Galet (rivière Langevin)
  - Cascade Maniquet
  - Cascade de Bras Rouge (Bras Rouge)
  - Cascade du Chien (Bras des Lianes)
  - Cascade du Chaudron (Ravine du Chaudron)
  - Cascade du Trou noir (rivière Langevin)
- Polynésie française
  - Cascade de Vaipo

- Martinique
  - La cicatrice d'Alice

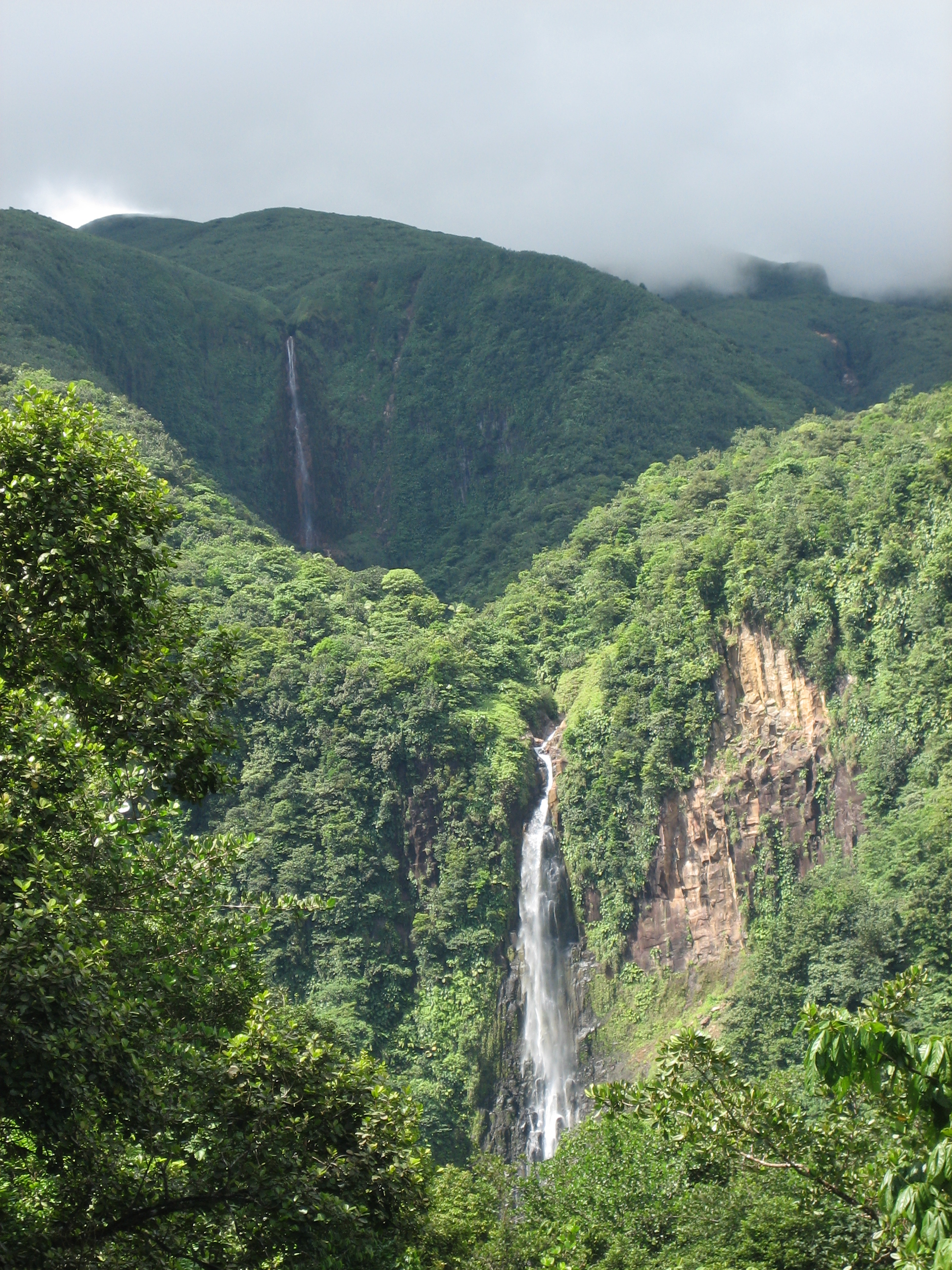
Chutes du carbet en Guadeloupe.

  - Cascades de la ravine Morne Sainte Croix
  - Cascade Couleuvre
  - Cascades de la rivière Trois Bras
  - La patte du tigre (cascades)
  - Saut du gendarme
  - Fontaine Didier
  - Gorges de la falaise
  - Saut d'argis
  - Cascades de Fond Nicolas
- Mayotte
  - Cascade de Soulou
- îles Kerguelen
  - La Grande Cascade - 150 m
  - Cascade de L'Isthme du Beau Temps
  - Cascade de Gazelle
  - Cascade de Studer
  - Cascade de Port Couvreux

### Pays de la Loire
- Loire-Atlantique
  - Cascade artificielle du Jardin Extraordinaire de Nantes